# Polaris (hop)
Polaris is een hopvariëteit, gebruikt voor het brouwen van bier. Deze hop is ontstaan uit Hüll-varianten met diverse genetische achtergronden. Deze Duitse variëteit werd ontwikkeld in het Hopfenforschungszentrum te Hüll en in 2012 op de markt gebracht.
Deze hopvariëteit is een “dubbeldoelhop”, bij het bierbrouwen gebruikt zowel voor zijn aromatische als zijn bittereigenschappen.

## Kenmerken
- Alfazuur: 18-24%
- Bètazuur: 5-6,5%
- Eigenschappen: fris fruitig aroma, pepermunt, pittige toets